# Félix-Joseph Barrias
Félix-Joseph Barrias, född den 13 september 1822 i Paris, död där den 24 januari 1907, var en fransk målare. Han var bror till Louis-Ernest Barrias.
Barrias var en av de mest övertygande representanterna för den historisk-akademiska riktningen i Frankrike. Väggmålningar av honom finns i Saint-Eustachekyrkan och i operahuset i Paris.